# Ghiacciaio Norman
Il ghiacciaio Norman (in inglese Norman Glacier) è un ghiacciaio lungo circa 9 km situato sulla costa di Rymill, nella parte occidentale della Terra di Palmer, in Antartide. Il ghiacciaio, il cui punto più alto si trova a circa 256 m s.l.m., fluisce verso sud-ovest scorrendo a sud del colle Swine fino a entrare nel canale di Giorgio VI, poco a nord della scogliera Bushel.

## Storia
Il ghiacciaio Norman fu scoperto nel 1936 durante la spedizione britannica nella Terra di Graham, condotta nel periodo 1934-37 al comando di John Rymill, e così battezzato nel 1954 dal Comitato britannico per i toponimi antartici in onore di Shaun M. Norman, comandante del British Antarctic Survey di stanza all'isola Stonington dal 1966 sl 1968.